# كاسالرومانو
كاسالرومانو هي كومونا في مقاطعة مانتوفا في منطقة لومباردي الإيطالية، تقع على بعد حوالي 100 كيلومتر (62 ميل) جنوب شرق ميلانو وحوالي 35 كيلومتر (22 ميل) غرب مانتوفا . اعتبارًا من 31 ديسمبر 2004 ، بللغ عدد سكانها 1568 نسمة وتبلغ مساحتها 11.9 كيلومتر مربع (4.6 ميل2) . بلدية كاسالرومانو تحتوي على فرازيوني (التقسيم الفرعي) فونتانيلا جراتسيولي.

## روابط خارجية
- www.comune.casalromano.mn.it/